# Асеведо, Рамон Фелипе
Рамон Фелипе Асеведо Росас (исп. Ramón Felipe Acevedo Rosas, 26 мая 1867, Песе, провинция Эррера, Республика Новая Гранада — 6 января 1931, Панама, Панама) — колумбийский и панамский государственный деятель, первый вице-президент Панамы (1918).

## Биография
Окончил педагогическое училище в Панаме, затем отправился в Боготу, где учился в колледже Св. Варфлоломея и в Университете Боготы. Однако он не смог завершить свое медицинское образование из-за финансовых трудностей.
Прожил несколько лет в Коста-Рике, где работал торговцем и вернулся в Панаму в 1910 г.
Во время правления Карлоса Мендосы занимал пост министра финансов и казначейства, а в правительстве Пабло Аросемены — министра юстиции.
В 1912—1914 гг. — министр развития, в 1914—1916 гг. — директор Национального банка Панамы.
В 1916—1918 гг. — второй, в 1918 г. — первый вице-президент Панамы.